# K3 (Band)
K3 ist eine belgisch-niederländische Girlgroup mit niederländischsprachigem Pop-Repertoire, bestehend aus Hanne Verbruggen, Marthe De Pillecyn und Julia Boschman. Neben der Musik spielen sie auch eine zentrale Rolle in vielen Kinofilmen, Fernsehserien und Musicals. Der typische Stil und die Ikonizität von K3 beruhen darauf, dass alle drei Mädchen meist das gleiche Outfit tragen und sie traditionell eine Rothaarige, eine Brünette und eine Blondine sind. Im Laufe ihrer Karriere hat sich K3 einen Platz in der niederländischen und belgischen Popkultur geschaffen und ist zu einer der erfolgreichsten Gruppen der Benelux-Länder geworden. Der Name der Gruppe leitet sich von den Anfangsbuchstaben der drei ersten Mitglieder aus dem Jahr 1998 ab: Karen Damen, Kristel Verbeke und Kathleen Aerts.
Kathleen Aerts verließ die Formation im März 2009. Sie wurde später im selben Jahr durch Josje Huisman ersetzt, nachdem sie die Audition-Realityshow K2 Zoekt K3 gewonnen hatte. Am 6. November 2015 wurden Karen, Kristel und Josje durch Hanne Verbruggen, Klaasje Meijer und Marthe De Pillecyn ersetzt, nachdem sie die Gewinner von K3 Zoekt K3 geworden waren. Am 9. Februar 2021 gab Klaasje ihren Ausstieg aus K3 bekannt und im selben Jahr wurde eine weitere Audition-Realityshow abgehalten, um ein neues Mitglied zu finden. Von mehr als 22.000 Teilnehmern gewann Julia Boschman den Wettbewerb und wurde Teil der Gruppe.
Von 2007 bis 2010 gab es eine deutsche Version von K3 namens Wir3.

## Geschichte

### Aufstieg zum Ruhm (1998–2002)
Die Band wurde 1997 von Niels William gegründet. Sie hieß zunächst Mascara und bestand aus Karen Damen, Kristel Verbeke und Kelly Cobbaut. Ihre Absicht war es, eine Art flämische Version der „Spice Girls“ zu gründen. Nachdem sie ein Lied gecovert hatten, verließ Kelly die Gruppe, um aufs College zu gehen. Sie sollte durch Deborah Ostrega ersetzt werden, aber sie zog sich sofort zurück, nachdem sie den Vertrag unterschrieben hatte, weil sie nicht auf Niederländisch singen wollte. Schließlich gelang es William, Kathleen Aerts als Ersatz zu finden und da wieder jemand mit einem „K“  als Anfangsbuchstaben einstieg, beschlossen sie, den Namen der Band am 13. November 1998 in K3 zu ändern. Die erste Single ist „Wat ik wil“ (Was ich will). Diese Veröffentlichung war nicht sehr erfolgreich.
1999 nahm K3 mit ihrem Song „Heyah Mama“ an der Auswahl für den belgischen Beitrag zum Eurovision Song Contest teil. Das Lied kam bei einem der Juroren nicht gut an und nannte die Mädchen „verschiedene Fleischprodukte“. Trotzdem wurde „Heyah Mama“ als Single veröffentlicht und wurde der erste große Hit der Band. Es erreichte den zweiten Platz der flämischen Ultratop-50-Charts und blieb 25 Wochen in den Charts. Seine Popularität wuchs schnell. Etwa ein Jahr nachdem K3 in Flandern berühmt geworden war, wurde es auch in den Niederlanden berühmt.
K3 ist bekannt dafür, die erste Popgruppe zu sein, die es bis an die Spitze der Charts schaffte, ohne jemals von den üblichen Musiksendern im Fernsehen gespielt zu werden. Ihre Songwriter waren Miguel Wiels, Alain Vande Putte und Peter Gillis.

### Beitritt zu Studio 100 (2002–2009)

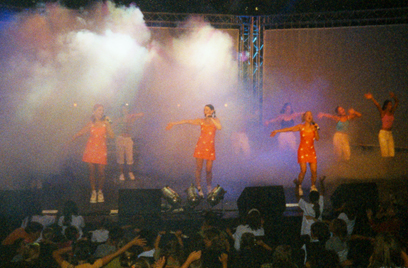
K3 Auftritt – Oostende – 2001

Im Jahr 2002 verkaufte Niels William die Band an Studio 100, eine flämische Fernsehproduktionsfirma für niederländische und belgische Programme, Filme und Musicals. Auch Fernsehserien wie Das Haus Anubis stammen.
K3 hatte viele Hits und veröffentlichte neun Alben. Ihr achtes Album Ya Ya Yippee verkaufte sich im Vorverkauf in den Benelux-Ländern über 50.000 Mal. Das neunte Album, Kusjes (Küsse), verkaufte sich 20.000 Mal. Sie veröffentlichten auch mehrere DVDs mit Videoclips, Musicals, Filmen und speziell aufgenommenem Filmmaterial. K3 hat ein Kinderfernsehprogramm namens De wereld van K3 (K3s Welt).

2006 fand im beliebten Freizeitpark Plopsaland Belgium eine Party zum zehnjährigen Jubiläum von Studio 100 statt. Bei der Veranstaltung eröffneten die Bandmitglieder das K3-Museum, das einen Überblick über ihre Karriere bietet. Es gibt Interviews, Kleidung und Requisiten aus den Filmen zu sehen, darunter die Luftscooter aus dem Film K3 en het Magische Medaillon (K3 und das magische Medaillon). Ihre Gold- und Platin-Auszeichnungen sind ebenfalls zu sehen.

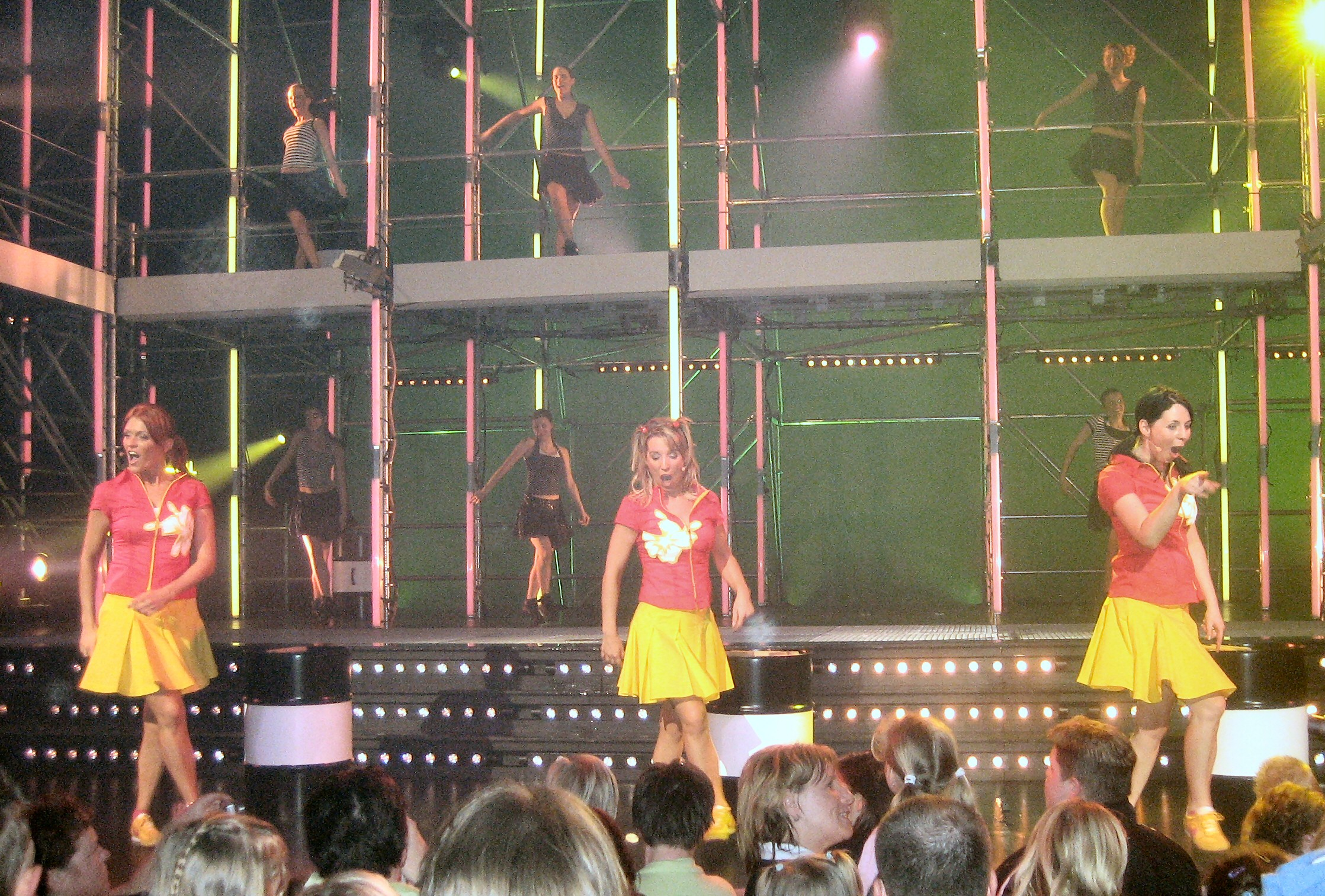
K3 Auftritt – Hasselt – 2006

2007 nahm ein Team von Madame Tussauds in London Maße der Bandmitglieder für Wachsstatuen. K3 enthüllte diese im selben Jahr bei Madame Tussauds Amsterdam. 2008 feierte die Band ihr 10-jähriges Jubiläum mit der Show 10 jaar K3 (10 Jahre K3). Es wurde auch im Plopsaland Belgium gefeiert.

### Besetzungswechsel (2009)
Am 23. März 2009 gab Kathleen ihren Abschied auf einer Pressekonferenz bekannt. „Es war eine schwere Entscheidung, schließlich habe ich K3 die besten Jahre meines Lebens gewidmet. Menschen verändern sich und das Leben ist ständig in Bewegung; ich bin jetzt 30 und nach zehn Jahren ist es Zeit, weiterzugehen.“ Ihre letzten beiden Auftritte mit K3 hatte sie im Juni bei einem Studio 100-Showcase im Rotterdam Ahoy.
Karen und Kristel suchten daraufhin im Fernsehen in einer Talentshow namens „K2 zoekt K3“ (K2 sucht K3) nach einem Ersatz. In der letzten Folge wurde die Niederländerin Josje Huisman als neuestes Mitglied von K3 ausgewählt.

### Weitere Erfolge (2010–2014)

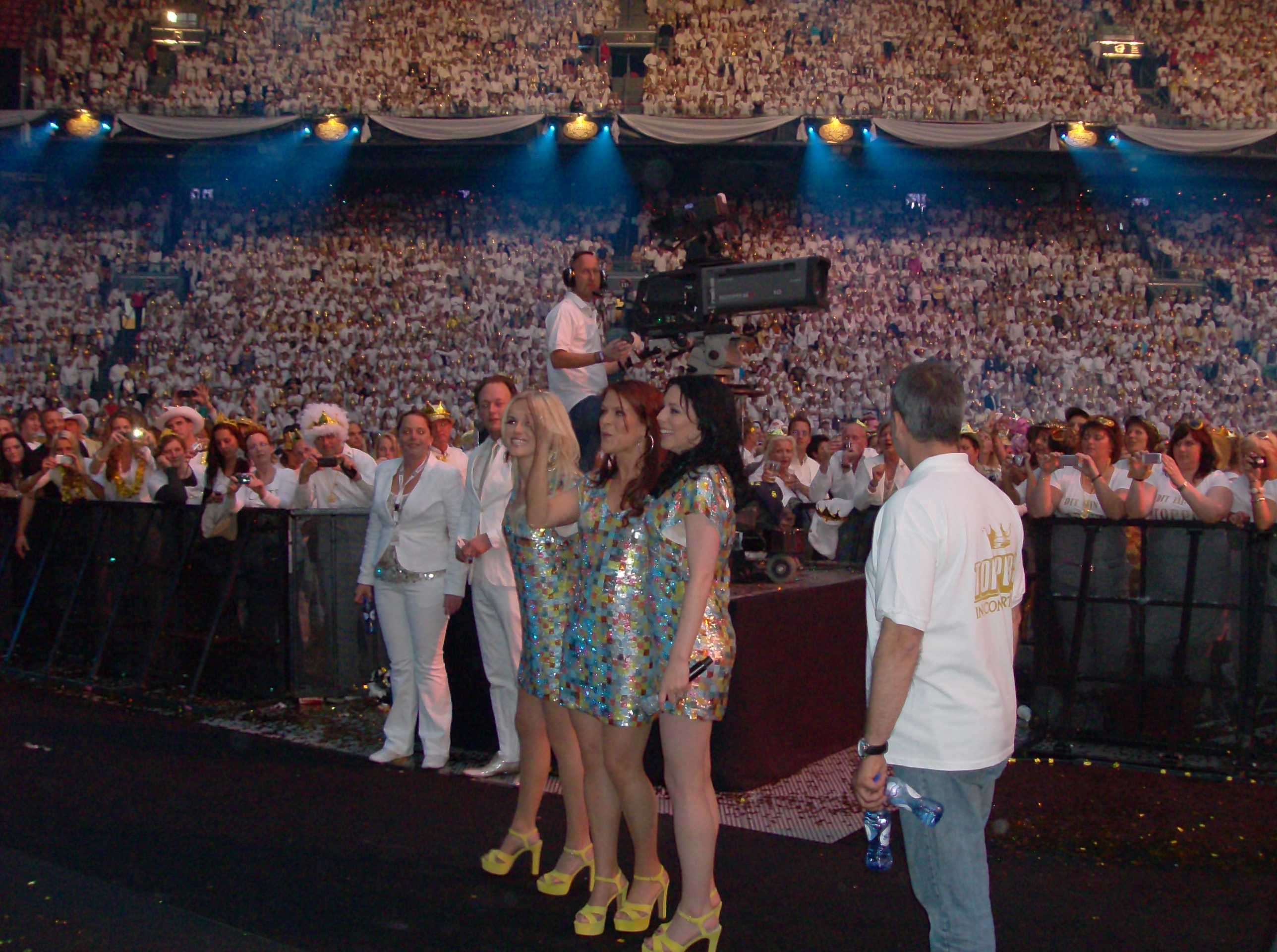
K3 Gastspiel – Amsterdam – 2011

Die erste Single mit Huisman als Teil der Gruppe, „MaMaSé!“, wurde ein Riesenhit und stand in den Niederlanden sechs Wochen in Folge auf Platz eins und in Belgien sieben Wochen lang. In den Jahresendcharts beider Länder landete sie unter den ersten drei. Das gleichnamige Album landete 2009, 2010 und 2011 in beiden Ländern in den Jahresend-Albumcharts.
2010 drehte K3 neue Folgen für ihre Kinder-Talkshow (diesmal mit Josje) und startete außerdem ihre eigene Sitcom namens Hallo K3!, in der sie fiktive Versionen ihrer selbst darstellen, die im selben Gebäude leben und versuchen, ein normales Leben mit dem Leben als Superstar zu vereinbaren. Eine neue Single mit demselben Namen wurde auch auf dem Album Eyo! veröffentlicht.

2011 spielten sie die Hauptrollen im ersten 3D-Musical der Welt, basierend auf Lewis Carrols Alice im Wunderland. 2012 veröffentlichten sie ihr Album Engeltjes (kleine Engel) zusammen mit ihrem vierten Film K3 Bengeltjes. 2013 veröffentlichten sie ihr Album Loko Le und ihren fünften Film K3 Dierenhotel (K3 Tierhotel).

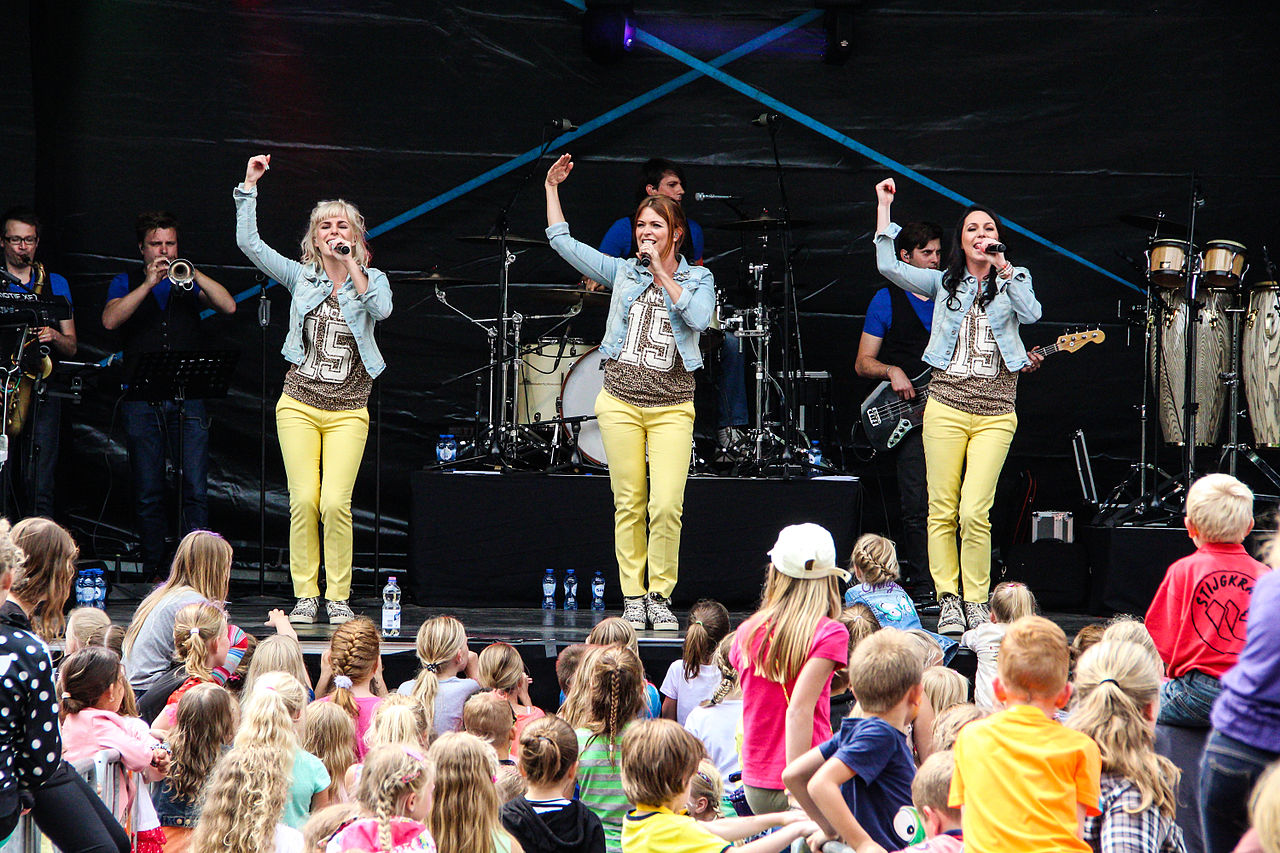
K3 Auftritt – Drenthe – 2014

2014 starteten sie außerdem eine neue TV-Show ohne Drehbuch: „K3 kan het!“ (K3 kann es schaffen), in der sie durch Belgien und die Niederlande reisen, um Kindern zu helfen, ihre Träume zu verwirklichen.

### Der neue K3 (2015–2021)
Am 18. März 2015 gaben Damen, Verbeke und Huisman in einer Pressekonferenz bekannt, dass sie alle die Gruppe verlassen würden, mit der Begründung: „Seit wir angefangen haben, wussten wir, dass es eine Zeit geben würde, in der wir das Gefühl haben würden, dass es der richtige Moment zum Aufhören ist; nun, dieser Moment ist jetzt da .“ Das Label von K3 hat angekündigt, Ende 2015 nach neuen Mitgliedern zu suchen. Eine zweite Casting-Fernsehshow, K3 Zoekt K3, wurde im Herbst uraufgeführt, um die neuen K3-Mitglieder zu finden. Am 6. November 2015 wurden Hanne Verbruggen, Klaasje Meijer und Marthe De Pillecyn als Nachfolgerinnen von Karen, Kristel und Josje ausgewählt und sollten die neue K3 werden. Sie wurden aus 6.081 Mädchen ausgewählt.
Kristel Verbeke war in den ersten beiden Jahren ihre Managerin.

Ab Herbst 2015 gingen die alte K3 und die neue K3 gemeinsam auf Tour. Für Karen, Kristel und Josje war dies eine Abschiedstour, für das neue Trio war es der Start in die neue Karriere. Die Tour in Doppelbesetzung war ein großer Erfolg und wurde verlängert, außerdem gab es eine spezielle „Erwachsenenabendshow“ mit Stehplätzen. 

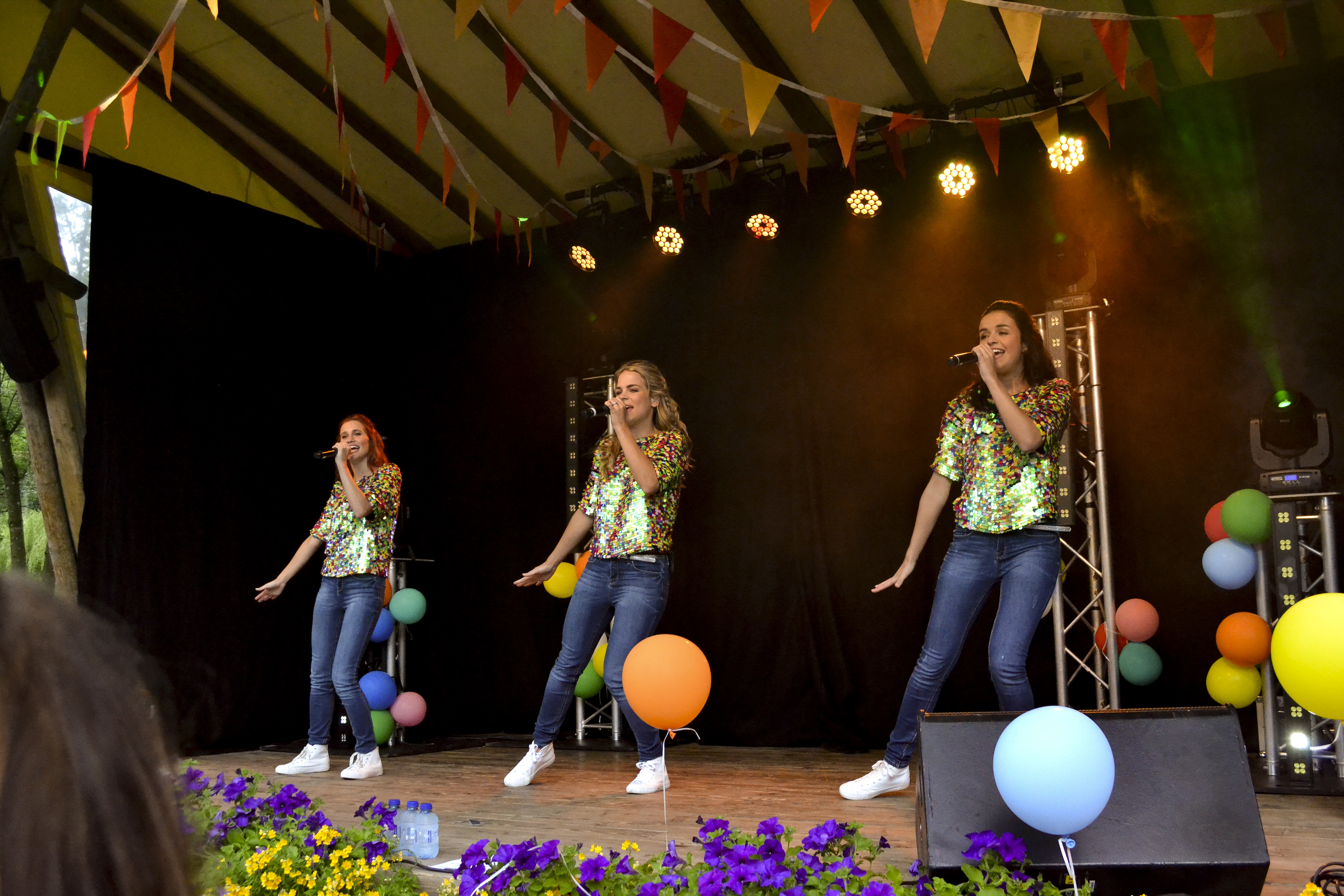
K3 Auftritt – Plopsaland Belgium – 2016

Die erste Veröffentlichung von Hanne, Klaasje und Marthe, „10.000 Luchtballonnen“, führte die Charts in Belgien und den Niederlanden an. Im Laufe von 6 Jahren veröffentlichte die Gruppe fünf weitere Alben. 2016 feierte ihre eigene Zeichentrickserie De Avonturen van K3 (Die Abenteuer von K3) Premiere. Im selben Jahr kam ein neues Kinderfernsehprogramm namens Iedereen K3 (Jedermann K3) heraus. Es war der Nachfolger von De wereld van K3 (K3s Welt). Ende 2016 wurde das Special Das Tagebuch von K3 veröffentlicht, in dem K3 auf das vergangene Jahr zurückblickt. Dies war bis 2018 eine jährliche Tradition.
Im Jahr 2017 begann K3 mit dem Vloggen. Jede zweite Woche am Samstag ist (normalerweise) ein neuer Vlog auf YouTube online. Im selben Jahr bekam die neue K3 ihren ersten Film namens K3 Love Cruise und es gab ein Special auf VTM: Overal K3 (Überall K3), in dem Hanne, Klaasje und Marthe mehr von sich zeigten und über die Auswirkungen von K3 auf ihr Privatleben sprachen.
Die fiktive Serie K3 Roller Disco wurde am 31. Oktober 2018 veröffentlicht. Es handelt sich um ein Spin-off von „Hallo K3!“ mit derselben Figur und demselben Schauspieler wie in der Sitcom. Zum ersten Mal in der Geschichte ist K3 mit dem Rollschuhlaufen begonnen, was sich in der Serie Roller Disco, ihrem Videoclip zum Titelsong und auf der Bühne während ihrer Tour im Jahr 2018 widerspiegelt. Ab 2018 war K3 Fernsehjuror/-Coach in der vierten und fünften Staffel der flämischen Version von The Voice Kids.

2019 feierte die Band ihr 20-jähriges Jubiläum mit einer spektakulären Show mit beweglichen Ständen, Bühnen und LED-Wänden. Dazu gehörten ein fahrendes Auto, leuchtende Outfits und mehr als 80 Tänzer. Im Mai eröffneten sie im Plopsaland Belgium ihre eigene Achterbahn namens „K3 Roller Skater“, die sich thematisch an ihren Rollschuhen und ihrer Romanserie orientiert.

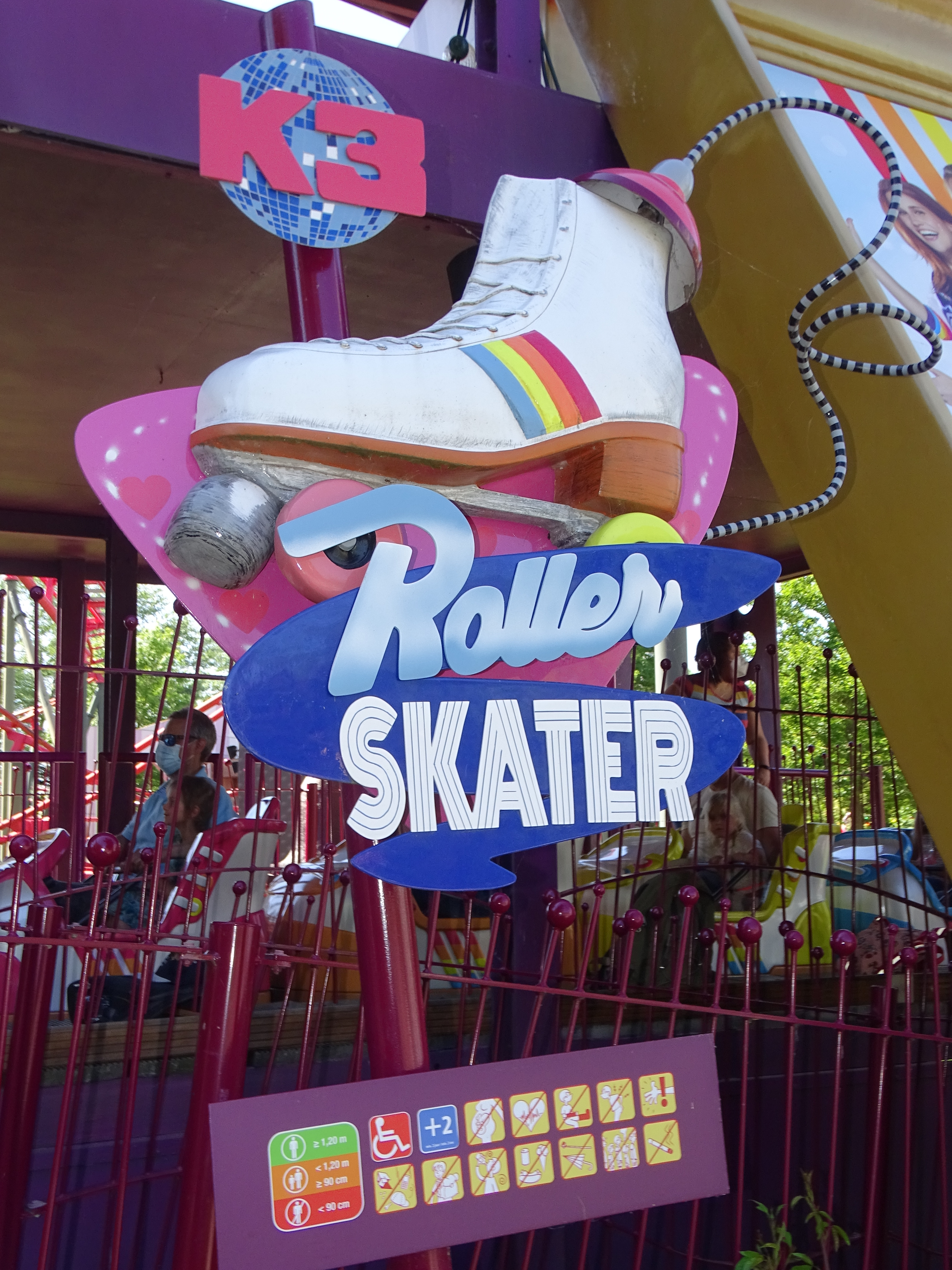
Eingang der Achterbahn 'K3 Roller Skater' im Plopsaland Belgium

Ursprünglich war für das Frühjahr 2020 eine neue Tour geplant, die jedoch aufgrund der COVID-19-Pandemie in Europa auf Herbst 2021 verschoben wurde. Als Reaktion auf die Krise veröffentlichte K3 eine neue Version ihres Songs „Handjes draaien“ (Hände drehen) mit dem Titel „Handjes wassen“ (Hände waschen), um Kindern die Krankheit ein wenig zu erklären und ihnen etwas Unterstützung zu bieten.
Im selben Jahr drehten Hanne, Klaasje und Marthe ihren zweiten Kinofilm K3 Dans van de Farao (K3 Tanz des Pharaos), ganz im Stil der Corona-Regeln, was im Film zu spüren ist. Nach einer Verschiebung feierte der Film im Juni 2021 Premiere.
Ab 2020 ist K3 mit den Songs „10.000 luchtballonnen“ und „Dans van de Farao“ in Just Dance 2020 bzw. Just Dance 2021 Teil der Rhythmusspielserie Just Dance.

### Suche nach neuem Mitglied (2021)

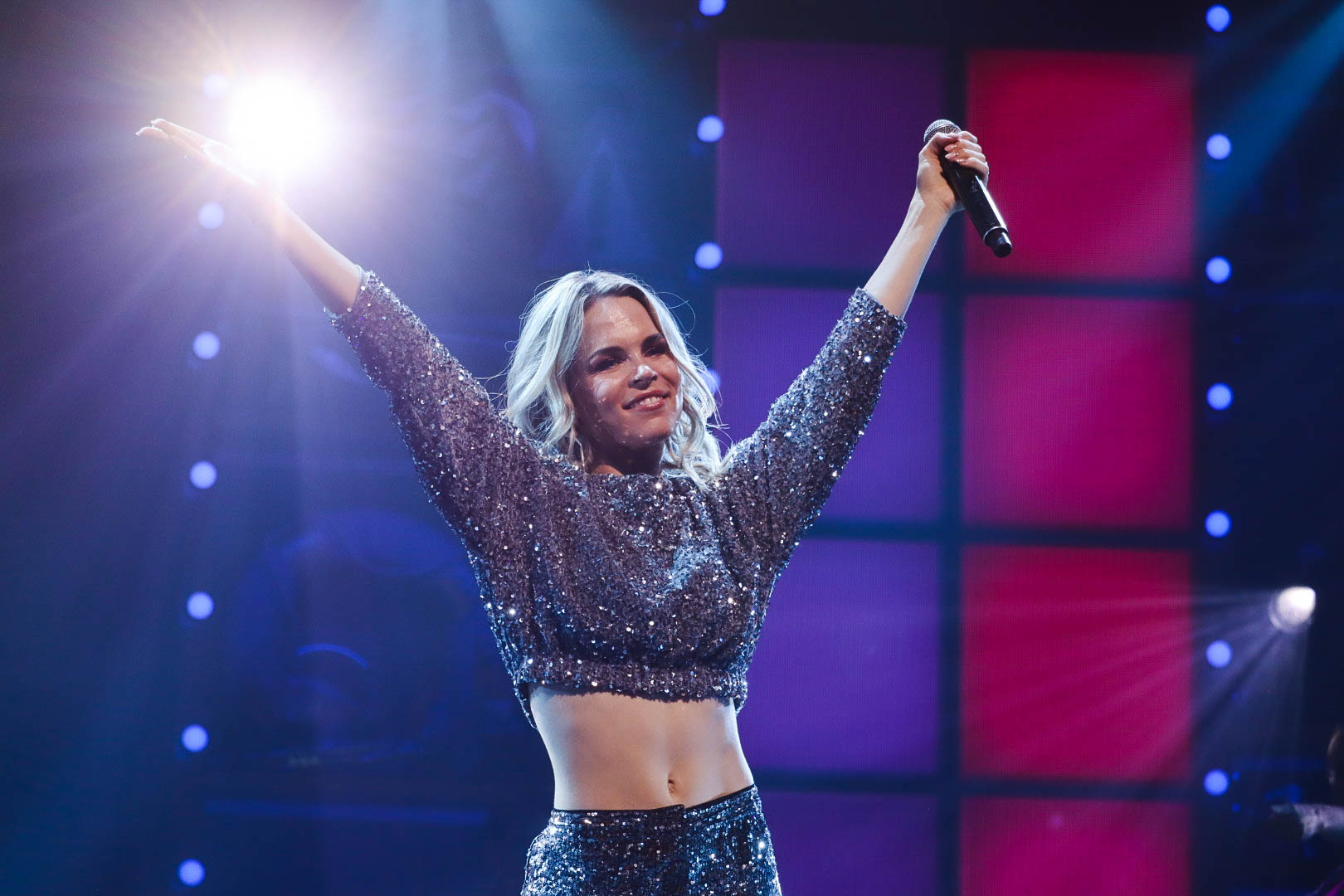
Klaasje Meijer während ihrer letzten Show mit K3

Am 9. Februar 2021 gab Mitglied Klaasje ihren Abschied von K3 bekannt. „Das Leben von K3 ist fantastisch, aber ich habe das Gefühl, dass es jetzt an der Zeit ist, meine Flügel auszubreiten; so wie es für alles einen Anfang und ein Ende gibt, ist jetzt für mich die Zeit gekommen, weiter zu schauen und meinen Horizont zu erweitern. Ich werde Hanne und Marthe enorm vermissen“. Sie erfüllte die Gruppenpläne für 2021 bis zum letzten Quartal, einschließlich einer Abschiedstournee. Der letzte Auftritt von Hanne, Klaasje und Marthe als K3 war am 6. November 2021 im Sportpaleis für „Back to the Nineties and Nillies“, demselben Datum, an dem sie vor sechs Jahren K3 wurden.
Das Label Studio 100 gab bekannt, dass ein neues Mitglied durch eine Survival-Show ähnlich wie K2 zoekt K3 und K3 zoekt K3 gecastet wird. Zum ersten Mal sind beide Geschlechter qualifiziert, der Gruppe beizutreten. Im September 2021 trat die erneuerte „K2 zoekt K3“ im belgischen und niederländischen Fernsehen auf. Die Castingshows ähneln denen von The Voice. Das Finale fand am 27. November 2021 statt, wo auch Klaasje Meijer anwesend war. Marthe De Pillecyn war positiv auf das Coronavirus getestet worden und konnte nicht physisch anwesend sein, sie trat per Videoverbindung auf. Letztendlich ging die Niederländerin Julia Boschman als Siegerin hervor, die aus insgesamt 22.690 Kandidaten als neues Mitglied von K3 ausgewählt wurde.

### Weitere Erfolge (2022-)

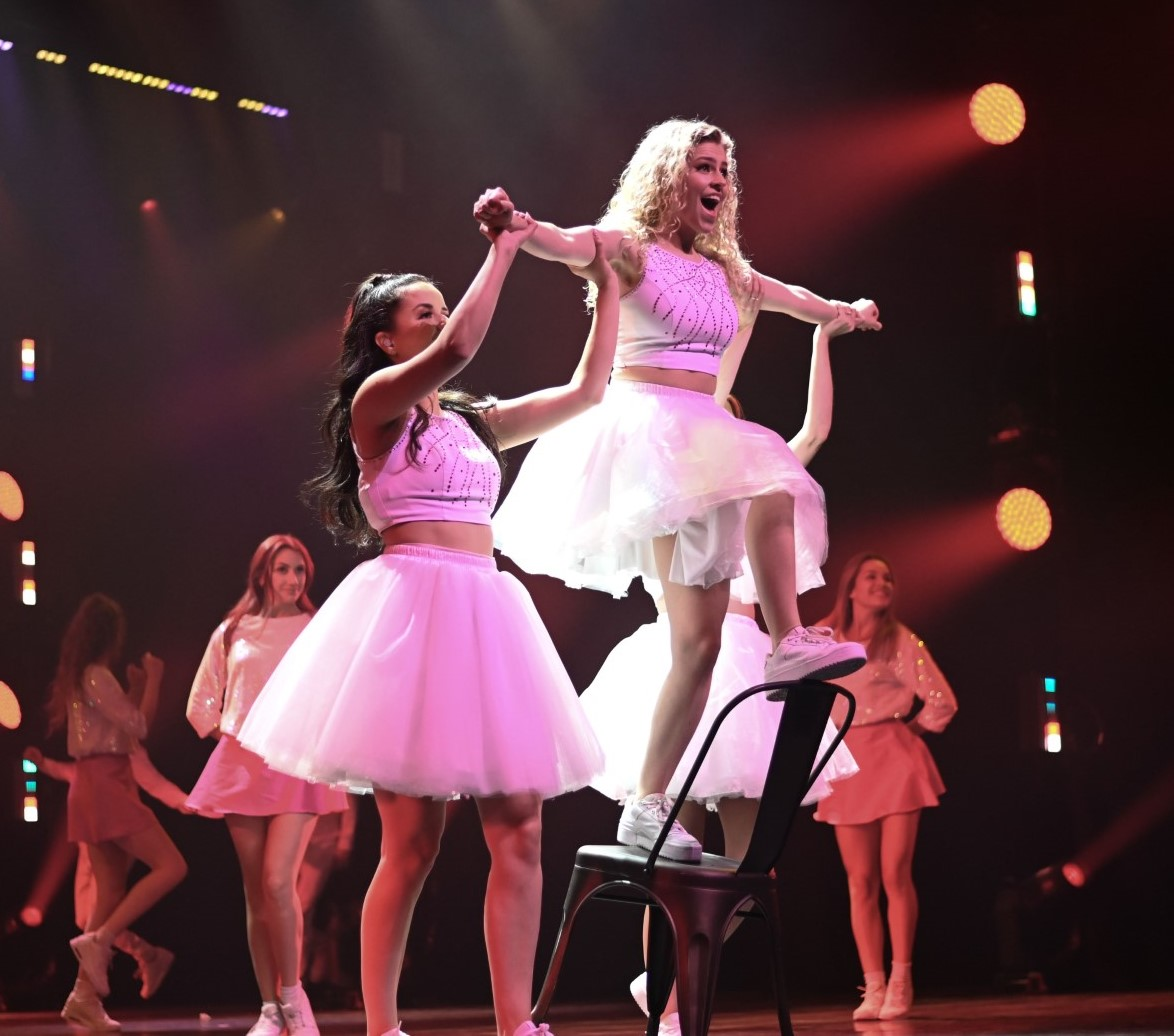
K3 während ihrer ersten Show mit Julia

Die erste Single mit Boschman, „Waterval“, wurde noch am selben Abend veröffentlicht und wurde ein großer Erfolg. Sie erreichte auch die höchste Position in den Charts in Flandern. Sie gewann die Auszeichnung „Song des Jahres“. Das gleichnamige Album erreichte mit 12.000.000 Streams auch einen Höhepunkt in den Albumcharts in Belgien und den Niederlanden. Ihr Song „Waterval“ erschien dann in Just Dance 2022.
Jetzt mit Julia waren sie wieder Fernsehjuroren/-coaches von The Voice Kids in Flandern für die sechste Staffel und sie machten auch weiterhin Vlogs und veröffentlichten Musikvideos ihrer Songs. Hannes, Marthes und Julias erste gemeinsame Showtournee hatte am 4. März 2022 in Belgien Premiere. Im Juli gaben sie auch ein besonderes Livekonzert. Nach dem Sommer ging ihre Showtournee in den Niederlanden weiter, aber nach einer Reihe von Shows erwies es sich für die hochschwangere Hanne Verbruggen als zu schwierig, weiterzumachen. Daraufhin wurde im Oktober entschieden, dass K2 zoekt K3- Finalistin Diede van den Heuvel sie für die restlichen Shows der Tournee 2022 vertreten würde.
Im November wurden das Lied und Album „Vleugels“ veröffentlicht, wofür sie eine Goldene Schallplatte erhielten. Das Lied wurde dann in Just Dance 2023 Edition vorgestellt, wo sie als Tänzer in einer „VIP-Version“ anstelle der typischen Just Dance-Trainer auftreten. Da Hanne während des Produktionsprozesses noch schwanger war, war dies die erste Just Dance-Karte mit einem sichtlich schwangeren Trainer.

Im selben Jahr wurde eine neue Fernsehsendung veröffentlicht, K3 Vriendenboek (K3 Freundschaftsbuch), in der sie Abenteuer mit älteren Kindern erleben. Während des Schlussliedes von K3s Auftritt bei der Grote Sinterklaas Show im Dezember 2022 sang ihre gute Freundin und auch die Tochter ihres Chefs Marie Verhulst für Hanne, die zu diesem Zeitpunkt gerade ihren Sohn zur Welt gebracht hatte. Am 3. Dezember wurde im Fernsehen eine neue Sondersendung mit dem Titel K3, één jaar later (K3, ein Jahr später) ausgestrahlt, in der sie auf das erste Jahr mit Julia zurückblickten. Einschließlich Hannes gesamtem Schwangerschaftsprozess und dem Entbindungsbesuch der beiden „Tanten“. 

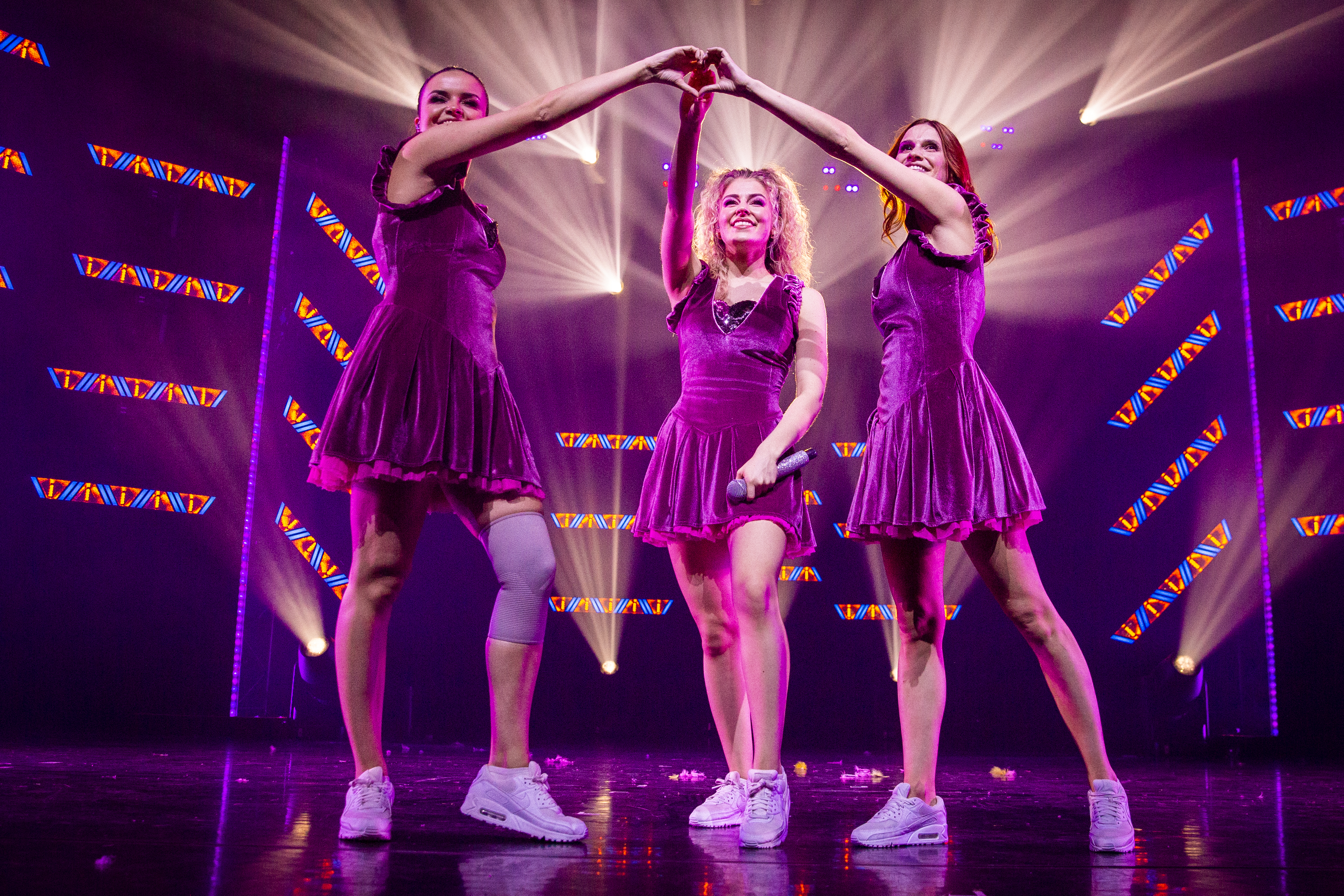
K3 Auftritt – Almere – 2023

Im Februar 2023, nach der Wiedervereinigung mit Hanne nach ihrem Mutterschaftsurlaub, begann ihre zweite Konzerttournee „Vleugels“ und sie waren Teil der 9. Staffel von Liefde voor muziek, der Flämischen Version von Sing meinen Song. Ein Jahr später nahmen sie erneut an der Jubiläumsausgabe der 10. Staffel teil.

## Mitglieder

### Zeitleiste
| Member             | '98 | '99 | '00 | '01 | '02 | '03 | '04 | '05 | '06 | '07 | '08 | '09 | '09 | '10 | '11 | '12 | '13 | '14 | '15 | '16 | '17 | '18 | '19 | '20 | '21 | '21 | '22 | '23 | '24 |
| ------------------ | --- | --- | --- | --- | --- | --- | --- | --- | --- | --- | --- | --- | --- | --- | --- | --- | --- | --- | --- | --- | --- | --- | --- | --- | --- | --- | --- | --- | --- |
| Kathleen Aerts     |     |     |     |     |     |     |     |     |     |     |     |     |     |     |     |     |     |     |     |     |     |     |     |     |     |     |     |     |     |
| Karen Damen        |     |     |     |     |     |     |     |     |     |     |     |     |     |     |     |     |     |     |     |     |     |     |     |     |     |     |     |     |     |
| Kristel Verbeke    |     |     |     |     |     |     |     |     |     |     |     |     |     |     |     |     |     |     |     |     |     |     |     |     |     |     |     |     |     |
| Josje Huisman      |     |     |     |     |     |     |     |     |     |     |     |     |     |     |     |     |     |     |     |     |     |     |     |     |     |     |     |     |     |
| Klaasje Meijer     |     |     |     |     |     |     |     |     |     |     |     |     |     |     |     |     |     |     |     |     |     |     |     |     |     |     |     |     |     |
| Hanne Verbruggen   |     |     |     |     |     |     |     |     |     |     |     |     |     |     |     |     |     |     |     |     |     |     |     |     |     |     |     |     |     |
| Marthe De Pillecyn |     |     |     |     |     |     |     |     |     |     |     |     |     |     |     |     |     |     |     |     |     |     |     |     |     |     |     |     |     |
| Julia Boschman     |     |     |     |     |     |     |     |     |     |     |     |     |     |     |     |     |     |     |     |     |     |     |     |     |     |     |     |     |     |

### Derzeitige Mitglieder
- Der Rotschopf Hanne Verbruggen (* 3. März 1994 in Mechelen) Sie studierte Kommunikationsmanagement an der Artesis Hogeschool Antwerpen und war bei Pfadfindern aktiv. Sie stammt aus einer musikalischen Familie, hatte aber selbst keine Bühnenerfahrung, als sie 2015 für das Programm K3 zoekt K3 vorsprach, das sie schließlich gewann und dann in der neuen Komposition Mitglied von K3 wurde.

- Die schwarzhaarige Marthe De Pillecyn (* 16. Juli 1996 in Duffel) Sie brach ihr Kinderbetreuungsstudium am Sint-Norbertus-Institut in Duffel ab, um sich ganz auf K3 zu konzentrieren. Seit ihrem zehnten Lebensjahr singt sie im Studio-100-Chor. Mit diesem Chor (und mit K3) trat sie mit dreizehn Jahren in der Amsterdam ArenA auf. Ab 2009 wurde sie feste Backgroundsängerin bei De Grote Sinterklaasshow. Im Rahmen der Young Artist Academy nahm De Pillecyn 2013 an Belgium's Got Talent (der flämischen Version des Supertalents) teil und spielte eine kleine Rolle in Galaxy Park und Ghost Rockers. De Pillecyn war auch eine der drei Gewinnerinnen von K3 zoekt K3 im Jahr 2015, was sie in der neuen Zusammensetzung zu einem Mitglied von K3 machte.

- Die blonde Julia Boschman (* 8. Juni 2002 in Bergen op Zoom) Anfang 2021 nahm sie an der Fernsehsendung K2 zoekt K3 teil, der Suche nach dem Nachfolger von Klaasje Meijer. Aufgrund ihrer Teilnahme brach sie ihr Innenarchitekturstudium ab. Am 27. November 2021 wurde sie zur Gewinnerin der Castingshow und damit zum neuen Mitglied der Gruppe gekürt. Boschman hatte bereits Erfahrung als Sängerin/Schauspielerin in verschiedenen Musicalproduktionen, darunter der Kriegsaufführung „Supersum“. Im Jahr 2020 hatte sie eine Rolle in der Sinterklaas-Fernsehserie „Studio Pepernoot“.

Unterschriften

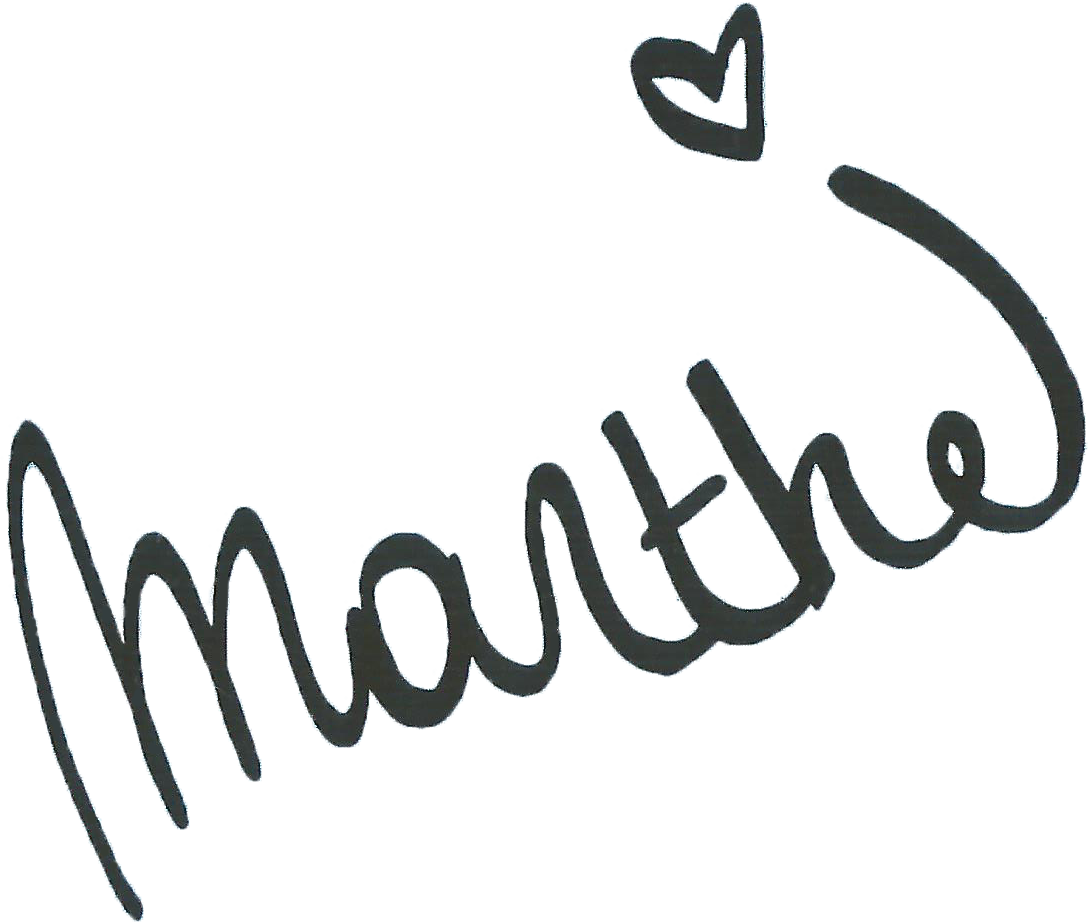
Marthe De Pillecyn

### Ehemalige Mitglieder
- Kathleen Aerts (* 18. Juni 1978 in Geel, Belgien) Sie ist vor allem als erstes blondes Mitglied von K3 bekannt. Sie besuchte die Normalschule für Sprachen und Mathematik und schloss Ende der 1990er Jahre ihr Studium als Lehrerin ab. Sie gelangte 1998 durch ihre Teilnahme an der belgischen Soundmix-Show ins Rampenlicht, wo sie mit dem Song Grow A Baby von Pop In Wonderland den dritten Platz belegte. In diesem Jahr ersetzte sie auch eine Schauspielerin im Musical Schneewittchen und nahm ihre erste Solo-Single auf. Aerts verließ K3 im Jahr 2009 und wurde von Josje Huisman abgelöst.

- Karen Damen (* 28. Oktober 1974 in Wilrijk, Belgien) Sie gilt als das erste rothaarige Mitglied von K3. Damen studierte Geisteswissenschaften (moderne Sprachen) und arbeitete in der Gastronomie in Antwerpen.

- Kristel Verbeke (* 10. Dezember 1975 in Hamme, Belgien) Sie gilt als das erste schwarzhaarige Mitglied von K3. Nach der Sekundarschulbildung absolvierte Verbeke eine Ausbildung zum Regenten in Niederländisch, Geschichte und Wirtschaft. Vor K3 arbeitete sie als Bankangestellte in einer Bank in Laarne, sang aber auch, unter anderem im Hintergrundchor von Niels William, dem Gründer von K3. Nachdem sie K3 verlassen hatte, war sie ein weiteres Jahr als Managerin von K3 aktiv.

- Josje Huisman (* 16. Februar 1986 in Heusden, Niederlande) Sie wuchs in Steenwijkerwold als Tochter eines Predigers auf. Als sie vierzehn war, zog die Familie nach Meppel. Sie nahm Ballettunterricht in Steenwijk. 2008 schloss sie ihr Studium an der Lucia Marthas Dance Academy in Groningen ab, danach trat sie unter anderem als Backgroundtänzerin bei den Konzerten der Toppers in der Amsterdam ArenA auf. Sie lebte bis März 2009 in Amsterdam, wo sie eine musikalische Ausbildung absolvierte, bis sie neues Mitglied von K3 wurde und nach Antwerpen zog. 2009 trat sie die Nachfolge von Aerts an, nachdem sie die Talentshow K2 zoekt K3 2009 gewonnen hatte.

- Klaasje Meijer (* 2. März 1995 in ’s-Gravenzande, Niederlande) Die Pfarrerstochter hat wegen ihrer Teilnahme an K3 zoekt K3 ihren Spitznamen Alieke gegen ihren offiziellen Namen und Taufnamen Klaasje eingetauscht. Sie studierte am Konservatorium in Amsterdam. Meijer spielt Flöte, gibt Musikunterricht und gründete mit ihrer Mutter und ihren Schwestern das Meijer-Quintett. Im Jahr 2015 war Meijer eine der Gewinnerinnen von „K3 sucht K3“ und wurde daher ein neues Mitglied der Gruppe. Sie zog auch für K3 nach Antwerpen. Sie gab am 9. Februar 2021 ihren Austritt aus der Gruppe bekannt und spielte ihre letzte Show am 31. Oktober 2021. Meijer war auch beim Finale von K2 zoekt K3 2021 anwesend, um die Fackel an Julia Boschman weiterzugeben.

## Diskografie
Studioalben

| Jahr | Titel                       | Höchstplatzierung, Gesamtwochen, AuszeichnungChartplatzierungen (Jahr, Titel, Platzierungen, Wochen, Auszeichnungen, Anmerkungen) | Höchstplatzierung, Gesamtwochen, AuszeichnungChartplatzierungen (Jahr, Titel, Platzierungen, Wochen, Auszeichnungen, Anmerkungen) | Anmerkungen                                                                |
| Jahr | Titel                       | NL | BEF | Anmerkungen                                                                |
| ---- | --------------------------- | --- | --- | -------------------------------------------------------------------------- |
| 1999 | Parels                      | NL— GoldNL | BEF2 ×3Dreifachplatin · (28 Wo.)BEF                                                                                               | Erstveröffentlichung: 4. Oktober 1999                                      |
| 2000 | Alle kleuren                | NL1 ×2Doppelplatin · (83 Wo.)NL                                                                                                   | BEF1 ×5Fünffachplatin · (78 Wo.)BEF                                                                                               | Erstveröffentlichung: 15. September 2000                                   |
| 2000 | Parels 2000                 | NL15 Platin · (94 Wo.)NL | BEF2 (36 Wo.)BEF | Erstveröffentlichung: 28. September 2000 Remixalbum                        |
| 2001 | Tele-Romeo                  | NL1 Platin · (56 Wo.)NL | BEF1 ×4Vierfachplatin · (64 Wo.)BEF                                                                                               | Erstveröffentlichung: 3. September 2001                                    |
| 2002 | Verliefd                    | NL1 ×2Doppelplatin · (34 Wo.)NL                                                                                                   | BEF1 ×2Doppelplatin · (21 Wo.)BEF                                                                                                 | Erstveröffentlichung: 9. September 2002                                    |
| 2003 | Oya lélé                    | NL1 Platin · (34 Wo.)NL | BEF1 Platin · (35 Wo.)BEF | Erstveröffentlichung: 5. September 2003                                    |
| 2004 | De wereld rond              | NL1 (33 Wo.)NL | BEF2 Gold · (23 Wo.)BEF | Erstveröffentlichung: 6. September 2004                                    |
| 2005 | Kuma hé                     | NL1 Gold · (40 Wo.)NL | BEF1 Gold · (27 Wo.)BEF | Erstveröffentlichung: 3. Oktober 2005                                      |
| 2006 | Ya ya yippee                | NL1 (39 Wo.)NL | BEF1 Platin · (27 Wo.)BEF | Erstveröffentlichung: 4. September 2006                                    |
| 2007 | Kusjes                      | NL2 (32 Wo.)NL | BEF4 Platin · (29 Wo.)BEF | Erstveröffentlichung: 19. Oktober 2007                                     |
| 2009 | MaMaSé                      | NL1 Platin · (106 Wo.)NL | BEF1 ×4Vierfachplatin · (111 Wo.)BEF                                                                                              | Erstveröffentlichung: 20. November 2009 bestverkauftes K3-Album in Belgien |
| 2011 | Eyo!                        | NL1 (45 Wo.)NL | BEF1 Platin · (48 Wo.)BEF | Erstveröffentlichung: 18. November 2011                                    |
| 2012 | Engeltjes                   | NL1 Platin · (46 Wo.)NL | BEF2 Platin · (45 Wo.)BEF | Erstveröffentlichung: 23. November 2012                                    |
| 2013 | Loko le!                    | NL4 (59 Wo.)NL | BEF4 Gold · (75 Wo.)BEF | Erstveröffentlichung: 22. November 2013                                    |
| 2015 | 10.000 luchtballonen        | NL2 (75 Wo.)NL | BEF1 ×8Achtfachplatin · (185 Wo.)BEF                                                                                              | Erstveröffentlichung: 18. Dezember 2015                                    |
| 2016 | Ushuaia                     | NL3 (57 Wo.)NL | BEF1 ×4Vierfachplatin · (86 Wo.)BEF                                                                                               | Erstveröffentlichung: 11. November 2016                                    |
| 2017 | Love Cruise                 | NL4 (20 Wo.)NL | BEF1 ×2Doppelplatin · (77 Wo.)BEF                                                                                                 | Erstveröffentlichung: 17. November 2017                                    |
| 2018 | Roller disco                | NL3 (16 Wo.)NL | BEF1 ×2Doppelplatin · (58 Wo.)BEF                                                                                                 | Erstveröffentlichung: 16. November 2018                                    |
| 2019 | Dromen                      | NL3 (10 Wo.)NL | BEF1 Platin · (77 Wo.)BEF | Erstveröffentlichung: 15. November 2019                                    |
| 2020 | Dans van de farao           | NL5 (8 Wo.)NL | BEF1 Gold · (63 Wo.)BEF | Erstveröffentlichung: 13. November 2020                                    |
| 2021 | Waterval                    | NL2 (24 Wo.)NL | BEF1 (94 Wo.)BEF | Erstveröffentlichung: 17. Dezember 2021                                    |
| 2022 | Vleugels                    | NL2 (9 Wo.)NL | BEF1 (48 Wo.)BEF | Erstveröffentlichung: 18. November 2022                                    |
| 2023 | De 3 biggetjes - De Musical | NL6 (2 Wo.)NL | BEF1 (42 Wo.)BEF | Erstveröffentlichung: 17. November 2023                                    |
| 2024 | Het lied van de zeemeermin  | NL11 (… Wo.)NL | BEF1 (… Wo.)BEF | Erstveröffentlichung: 22. November 2024                                    |

## Filmografie
| Filme               | Filme                                         | Filme                                | Filme                                                                                       |
| Jahr                | Titel                                         | Übersetzung                          | Bemerkungen                                                                                 |
| ------------------- | --------------------------------------------- | ------------------------------------ | ------------------------------------------------------------------------------------------- |
| 2004                | K3 en het Magische Medaillon                  | K3 und das magische Medaillon        |                                                                                             |
| 2006                | K3 en het IJsprinsesje                        | K3 und die kleine Eisprinzessin      |                                                                                             |
| 2006                | Piet Piraat en het vliegende schip            | Piet Pirate und das fliegende Schiff | Stimmen der fleischfressenden Pflanzen                                                      |
| 2007                | K3 en de Kattenprins                          | K3 und der Katzenprinz               |                                                                                             |
| 2012                | K3 Bengeltjes                                 | K3 Kleine Bengel                     |                                                                                             |
| 2014                | K3 Dierenhotel                                | K3 Tierhotel                         |                                                                                             |
| 2017                | K3 Love Cruise                                | K3 Liebeskreuzfahrt                  |                                                                                             |
| 2020                | K3 Dans Van De Farao                          | K3 Tanz des Pharaos                  |                                                                                             |
| 2024                | K3 en Het Lied van de Zeemeermin              | K3 und Das Lied der Meerjungfrau     |                                                                                             |
| Zeigt               |                                               |                                      |                                                                                             |
| Jahr                | Titel                                         | Übersetzung                          | Bemerkungen                                                                                 |
| 2000                | De wereld van K3                              | Die Welt von K3                      |                                                                                             |
| 2001                | Tele-Romeo Tour                               |                                      |                                                                                             |
| 2002                | Toveren Tour                                  | Magie Tour                           |                                                                                             |
| 2003                | K3 in Wonderland                              | K3 im Wunderland                     |                                                                                             |
| 2004                | K3 de wereld rond                             | K3 auf der ganzen Welt               |                                                                                             |
| 2005, 2012          | K3 in Ahoy                                    | K3 in Ahoy                           |                                                                                             |
| 2006                | K3 en het Heksenexamen                        | K3 und die Hexenprüfung              |                                                                                             |
| 2008                | K3 en het Toverhart                           | K3 und das magische Herz             |                                                                                             |
| 2009                | MaMaSé!                                       |                                      |                                                                                             |
| 2010                | K3 en de Wondermachine                        | K3 und die Wundermaschine            |                                                                                             |
| 2013                | K3 Verjaardagsshow 15 jaar                    | K3 Geburtstagsshow 15 Jahre          |                                                                                             |
| 2014–2015           | K3 Kan Het! Show                              | K3 Kann Es! Show                     |                                                                                             |
| 2015–2016           | Afscheidstour                                 | Abschiedstour                        | Zeigen Sie mit dem alten K3 und dem neuen K3 zusammen                                       |
| 2017                | K3 in de ruimte                               | K3 im Weltraum                       |                                                                                             |
| 2018                | K3 Vlindershow                                | K3-Schmetterlingsschau               |                                                                                             |
| 2019                | 20 jaar K3                                    | 20 Jahre K3                          |                                                                                             |
| 2021                | K3 Dromenshow                                 | K3-Traumshow                         | Die Abschieds Tour von Klaasje Meijer                                                       |
| 2022                | Kom erbij!                                    | Komm dazu!                           | Die Ankunft von Julia Boschman                                                              |
| 2022–2023           | K3 Live in Concert                            | K3 Live im Konzert                   |                                                                                             |
| 2023                | Vleugels                                      | Flügel                               |                                                                                             |
| 2023                | K3 Live Late Night                            |                                      |                                                                                             |
| Musical             |                                               |                                      |                                                                                             |
| Jahr                | Titel                                         | Übersetzung                          | Bemerkungen                                                                                 |
| 2002                | Doornroosje                                   | Dornröschen                          | Als die drei guten Feen                                                                     |
| 2003, 2007, 2024    | De 3 biggetjes                                | Die 3 kleinen schweinchen            | Als die drei kleinen Schweinchen                                                            |
| 2011                | Alice in Wonderland                           | Alice im Wunderland                  |                                                                                             |
| Fernsehen           |                                               |                                      |                                                                                             |
| Jahr                | Titel                                         | Übersetzung                          | Bemerkungen                                                                                 |
| 2000, 2002          | Samson en Gert                                | Samson und Gert                      | Folge 'K3 op bezoek' und 'K3 komt niet'                                                     |
| 2003-2009 2010-2013 | De wereld van K3                              | Die Welt von K3                      |                                                                                             |
| 2009, 2021          | K2 Zoekt K3                                   | K2 Sucht K3                          | Suche nach der Nachfolgerin von Kathleen Aerts (2009) und Klaasje Meijer (2021)             |
| 2010-2012           | Hallo K3!                                     |                                      | Comedy-Serie                                                                                |
| 2014-2015           | K3 Kan Het!                                   | K3 kann es!                          | Wunschserie                                                                                 |
| 2015                | K3 Zoekt K3                                   | K3 Sucht K3                          | Suche nach dem neuen K3                                                                     |
| 2015-               | K3 – Muziekclips                              | K3 – Musikclips                      |                                                                                             |
| 2015                | Dit is K3!                                    | Das ist K3!                          | Reality-Serie                                                                               |
| 2016                | Wij zijn K3!                                  | Wir sind K3!                         | Dokumentarserie                                                                             |
| 2016                | De Avonturen van K3                           | Die Abenteuer von K3                 | Zeichentrickserie                                                                           |
| 2016-2017           | Iedereen K3                                   | Jeder K3                             |                                                                                             |
| 2016-2017           | K3 Dansstudio                                 | K3 Tanzstudio                        | K3 bringt dem Zuschauer die Tänze ihrer größten Hits bei                                    |
| 2017-               | K3 Vlogt                                      | K3 Vlogs                             |                                                                                             |
| 2018                | De tafel van K3                               | Die Taffel von K3                    | K3 lädt verschiedene Gäste ein und beantwortet auch Fragen der Zuschauer                    |
| 2018- 2022          | The Voice Kids (Flämisch)                     |                                      | Als Richter/Trainer                                                                         |
| 2018-2020           | K3 Roller Disco                               |                                      | Fiction-Serie                                                                               |
| 2019                | K3 Dromen                                     | K3-Träume                            | Puppenspielserie                                                                            |
| 2020                | K3 Roller Disco Club                          |                                      | Spin-off der Fiction-Serie                                                                  |
| 2021                | K3, een nieuw begin                           | K3,ein neuer anfang                  | Reality-Serie                                                                               |
| 2022                | K3, een nieuwe start                          | K3, ein Neuanfang                    | Dokumentarserie                                                                             |
| 2022                | K3 Vriendenboek                               | K3 Freundebuch                       | Wunschserie                                                                                 |
| 2022                | K3, één jaar later                            | K3, ein Jahr später                  | K3 blickt auf das erste Jahr mit Julia zurück                                               |
| 2023-2024           | Sing meinen Song (Liefde voor muziek, België) | Sing meinen Song (Belgien)           | Als teilnehmende Sänger                                                                     |
| 2023                | Team K3                                       |                                      | Dokumentarserie                                                                             |
| Speziell            |                                               |                                      |                                                                                             |
| Jahr                | Titel                                         | Übersetzung                          | Bemerkungen                                                                                 |
| 2002                | K3 in Zwitserland                             | K3 in der Schweiz                    |                                                                                             |
| 2003                | K3 in de Ardennen                             | K3 in den Ardennen                   |                                                                                             |
| 2006                | K3 in de sneeuw                               | K3 im Schnee                         |                                                                                             |
| 2010                | K3 en het wensspel                            | K3 und das Wunschspiel               |                                                                                             |
| 2011                | K3 en het droombed                            | K3 und das Traumbett                 |                                                                                             |
| 2012                | K3 Modemeiden                                 | K3 Modemädchen                       |                                                                                             |
| 2014                | K3 in Nederland                               | K3 in den Niederlanden               |                                                                                             |
| 2015-2016           | Welkom bij K3!                                | Willkommen bei K3!                   | Der neue K3 blickt auf die besten Momente von Karen, Kristel und Kathleen/Josje zurück      |
| 2016                | Het dagboek van K3 2016                       | Das Tagebuch der K3 2016             | Hanne, Klaasje und Marthe blicken auf ihr erstes Jahr als K3 zurück                         |
| 2017                | Overal K3                                     | Überall K3                           | K3 blickt auf VTM der letzten 2 Jahre zurück. Mit Gästen, Live-Musik und offenen Gesprächen |
| 2017                | Het dagboek van K3 2017                       | Das Tagebuch der K3 2017             | K3 blickt auf das zweite Jahr 2017 zurück                                                   |
| 2018                | Het dagboek van K3 2018                       | Das Tagebuch der K3 2018             | K3 blickt auf das dritte Jahr 2018 zurück                                                   |
| 2020                | Just Dance 2020                               |                                      | Mit der Single '10.000 luchtballonnen'                                                      |
| 2021                | Just Dance 2021                               |                                      | Mit der Single 'Dans van de farao'                                                          |
| 2021                | K2 zoekt mee                                  | K2 sucht auch                        | Erfahrungen von Hanne und Marthe hinter den Kulissen von K2 Sucht K3                        |
| 2022                | Just Dance 2022                               |                                      | Mit der Single 'Waterval'                                                                   |
| 2023                | Just Dance 2023                               |                                      | Mit der Single 'Vleugels'                                                                   |
| 2023                | Een terugblik op 25 jaar K3                   | Ein Rückblick auf 25 Jahre K3        | Marthe und Julia blicken gemeinsam auf die Geschichte von 25 Jahren K3 zurück               |

## K3 (Zeichentrickserie)
Seit 2016 läuft in Belgien eine neue Zeichentrickserie rund um das fiktive Leben von K3, wobei die Mädchen im Original Marthe, Hanne und Klaasje um die Welt reisen gemeinsam mit ihrem Leibwächter X und spannende Abenteuer zwischen ihren Konzerten erleben. Hierbei werden einige K3-Songs in den unterschiedlichen Episoden dargeboten. Eine Folge beträgt etwa die Länge von 15 Minuten.
In Deutschland wird die Serie seit 2017 vom Pay-TV-Kindersender Junior ausgestrahlt, wobei auch die Lieder ins deutsche übersetzt worden. Auffällig ist hierbei, dass die alten Lieder, die bereits von Wir 3 eingesungen wurden, verwendet werden. Die neueren Lieder wurden dann von den normalen Synchronsprechern eingesungen.

## Belege
1. ↑   "Rot geamuseerd met Kristel en Karen" In: Gazet van Antwerpen, 20. März 2014 (niederländisch).
2. ↑   Deborah Ostrega ooit gevraagd voor K3 In: Nieuwsblad, 16. Juni 2009 (niederländisch).
3. ↑   Weet je nog toen Marcel Vanthilt gehakt maakte van de "fijne vleeswaren" K3? In: De Morgen, 18. März 2015 (niederländisch).
4. ↑   Schrijverstrio achter K3: "Wij schamen ons voor geen enkel nummer" In: HLN, 21. März 2019 (niederländisch).
5. ↑   K3 in was gegoten, Telegraaf, 25. Juni 2007 (niederländisch).
6. ↑   Kathleen stapt uit K3, De Standaard, 23. März 2009 (niederländisch).
7. ↑   K3 niet bang van kritiek op nieuwe sitcom In: Nieuwsblad, 2. Oktober 2010 (niederländisch).
8. ↑   K3 kan het niet op grote kinderzenders In: Nieuwsblad, 30. April 2014 (niederländisch).
9. ↑   Zangeressen van K3 geven stokje door, NU.nl, 18. März 2015 (niederländisch).
10. ↑  Hanne, Klaasje en Marthe zijn de nieuwe K3. In: AD. 6. November 2015, abgerufen am 6. November 2015 (niederländisch).
11. ↑  Manager Kristel heeft supervisie over nieuw K3. AD, 9. November 2015, abgerufen am 9. November 2015 (niederländisch).
12. ↑  Nieuwe K3 overdonderd door gegil. In: AD. 30. November 2015, abgerufen am 30. November 2015 (niederländisch).
13. ↑  Zo klinkt de animatieserie van de nieuwe K3'tjes. In: FLAIR. 9. März 2016, abgerufen am 9. März 2016 (niederländisch).
14. ↑  K3-meisjes: bekend worden had grote impact. In: Telegraaf. 20. Dezember 2017, abgerufen am 20. Dezember 2017 (niederländisch).
15. ↑  Ook de nieuwe K3 krijgt eigen fictiereeks. In: Nieuwsblad. 9. Mai 2018, abgerufen am 9. Mai 2018 (niederländisch).
16. ↑  'The Voice Kids' gaat van start met K3 als Jurylid! In: Studio 100. 13. September 2018, abgerufen am 13. September 2018 (niederländisch).
17. ↑  De spektakelshow '20 jaar K3': zelfs mama's en papa's gaan van 'ooh' en 'woow'. In: HLN. 8. April 2019, abgerufen am 8. April 2019 (niederländisch).
18. ↑  K3 herwerkt 'handjes draaien' tot 'handjes wassen' om kinderen coronamaatregelen aan te leren. In: Nieuwsblad. 27. März 2020, abgerufen am 27. März 2020 (niederländisch).
19. ↑  K3 neemt film 'Dans van de Farao' op: "Wij moeten ruzie maken, maar dat zal heel moeilijk zijn". In: KW. 15. August 2020, abgerufen am 15. August 2020 (niederländisch).
20. ↑  K3 eerste Nederlandstalige act ooit in Just Dance. In: Entertainment Business. 1. November 2019, abgerufen am 1. November 2019 (niederländisch).
21. ↑  Klaasje Meijer stapt uit K3: 'Dankbaar voor vijf prachtige jaren'. In: RTL Boulevard. 9. Februar 2021, abgerufen am 9. Februar 2021.
22. ↑   Klaasje neemt op Instagram afscheid van K3 met emotionele post In: FLAIR, 7. November 2021 (niederländisch).
23. ↑   De keuze is reuze: al meer dan 10.000 aanmeldingen voor K3 In: RTL Boulevard, 12. Februar 2021 (niederländisch).
24. ↑   De Nederlandse Julia wint 'K2 zoekt K3' en wordt de nieuwe collega van Hanne en Marthe: "Dit is het ultieme golden ticket" In: HLN, 27. November 2021 (niederländisch).
25. ↑   Meisjes aan de macht op het Gala van de Gouden K's In: VRT, 3. April 2022 (niederländisch).
26. ↑   Julia Boschman van K3 onzeker in 'The Voice Kids': "Voelt niet alsof ik dat mag zeggen" In: Showbizz24, 24. März 2022 (niederländisch).
27. ↑   'K2 zoekt K3'-finaliste Diede vervangt zwangere Hanne tijdens tournee in Nederland: "Mijn lichaam heeft nood aan rust" In: HLN, 31. Oktober 2022 (niederländisch).
28. ↑   Gouden plaat voor nieuwe K3-album Vleugels In: Entertainment Business, 24. November 2022 (niederländisch).
29. ↑   K3 zit met echte beelden én bolle buik van zwangere Hanne in nieuwe 'Just Dance'-game In: HLN, 21. Oktober 2022 (niederländisch).
30. ↑   Marie Verhulst vervangt K3'tje Hanne tijdens 'De Grote Sinterklaasshow': "Hele eer dat ik gevraagd werd" In: HLN, 3. Dezember 2022 (niederländisch).
31. ↑   "Dat is precies een pop": Marthe en Julia maken kennis met baby van Hanne in "K3, één jaar later' In: Nieuwsblad, 17. Dezember 2022 (niederländisch).
32. ↑   "Lederen jurken, stoute teksten en zweepslagen? Dat was even wennen": Hanne, Marthe en Julia na hun 'Liefde voor muziek'-avontuur In: HLN, 9. April 2024 (niederländisch).
33. ↑  Chartquellen: NL Singles NL Alben BEF